# 본고딕
본고딕(Noto Sans CJK/Source Han Sans)은 구글과 어도비 시스템즈가 2014년 7월 출시한 한국어, 중국어 번체와 간체, 일본어와 라틴어, 그리스어, 키릴 자모를 지원하는 한중일 공통 오픈소스 글꼴이다. 구글은 Noto Sans CJK, 어도비는 본고딕(Source Han Sans)이란 이름으로 배포한다. 개발비용은 구글이 전액 부담했으며, 어도비가 주무를 맡고 산돌커뮤니케이션과 시노타입, 이와타가 디자인에 참여했다. 개발기간은 3년이다. OFL 1.1 라이선스를 적용받는다. 데스크톱용 타입킷 또는 구글 홈페이지를 통해 내려받을 수 있다. 자매서체로 본명조가 있다.

## 부가기능
특히 본고딕에는 고정폭 글꼴인 Noto Sans Mono CJK가 제공된다. 구글의 노토 폰트(Noto font family)에 포함되어있다.
2017년 4월 3일에는 중국어 간체, 중국어 번체, 일본어 및 한국어를 한 글꼴에서 모두 지원하는 자매 서체인 Noto Serif CJK (본명조)가 출시됐다.

## 같이 보기
- 나눔글꼴